# Direct inward dial
Direct inward dialing (DID), también llamado direct dial-in (DDI) en Europa y Oceanía, es un servicio de telecomunicaciones ofrecido por las compañías de telefonía a sus clientes que operan con sistemas de centralitas secundarias privadas, PBX. La característica proporciona servicio para múltiples números de teléfono sobre uno o más circuitos físicos analógicos o digitales a la PBX y señaliza el número de teléfono marcado para que la centralita secundaria pueda enrutar la llamada a la extensión interna adecuada.